# Ишколдь
И́школдь (бел. Ішкалдзь) — деревня в Крошинском сельсовете Барановичского района Брестской области Беларуси Расположена в 36 км от Барановичей. Население деревни в 2019 году — 119 жителей.
До 2013 года деревня входила в состав ныне упразднённого Петковичского сельсовета.

## География
По территории деревни протекает река Ишколдянка, которая впоследствии впадает в ручей Гаевщина, левы приток реки Уша.
В 500 метрах к югу расположен пруд № 5, площадью 0,2382 квадратных километров.

## История
Известна как селение с XV века. Принадлежала Немировичам, Илиничам, Радзивиллам.
В 1472 году Николаем Немировичем построен каменный Троицкий костёл. В 1787 году городок был в частью Новогрудской волости ВКЛ, имел 100 дворов.
В 1793 году вошёл в состав Российской империи в Новогрудском уезде. В 1868 году костёл переделан в Троицкую православную церковь, которая в 1879 году насчитывала около 2000 прихожан (4 % грамотных).
В 1862 году городок в Городейской волости, Новогрудского уезда, Минской Губернии — 108 дворов, 738 жителей, церковь. В 1897 году — село, 120 дворов, 628 жителей, церковь, магазин, лавка, корчма, 1 ярмарка в год. Рядом с городком был хутор Новая Ишколдь, 4 двора, 10 жителей. На карте 1910 года указан под названием Ишкольдзь.
С 1921 году в составе Польши, городок в гмине Полонечка Барановичского повета Новогрудского воеводства.
С 12 октября 1940 года до 16 июля 1950 года центр сельсовета.
Во время Великой Отечественной войны с конца июня 1941 года до 6 июля 1944 года оккупирована фашистами.
С 25 декабря 1962 года в Барановичском районе. Согласно переписи 1970 года — 512 жителей.

## Население
| Численность населения (по переписи) | Численность населения (по переписи) | Численность населения (по переписи) | Численность населения (по переписи) | Численность населения (по переписи) | Численность населения (по переписи) | Численность населения (по переписи) |
| 1897                                | 1909                                | 1921                                | 1970                                | 1999                                | 2009                                | 2019                                |
| ----------------------------------- | ----------------------------------- | ----------------------------------- | ----------------------------------- | ----------------------------------- | ----------------------------------- | ----------------------------------- |
| 628                                 | ↘606                                | ↗691                                | ↘512                                | ↘302                                | ↘172                                | ↘119                                |

## Троицкий костёл
- Троицкий костёл (ул. Озёрная, 7) — памятник архитектуры XV века. Построен в 1472 году из кирпича. В 1970 годах реставрирован[9]. Включён в Государственный список историко-культурных ценностей Республики Беларусь.  Историко-культурная ценность Республики Беларусь, шифр 112Г000057.

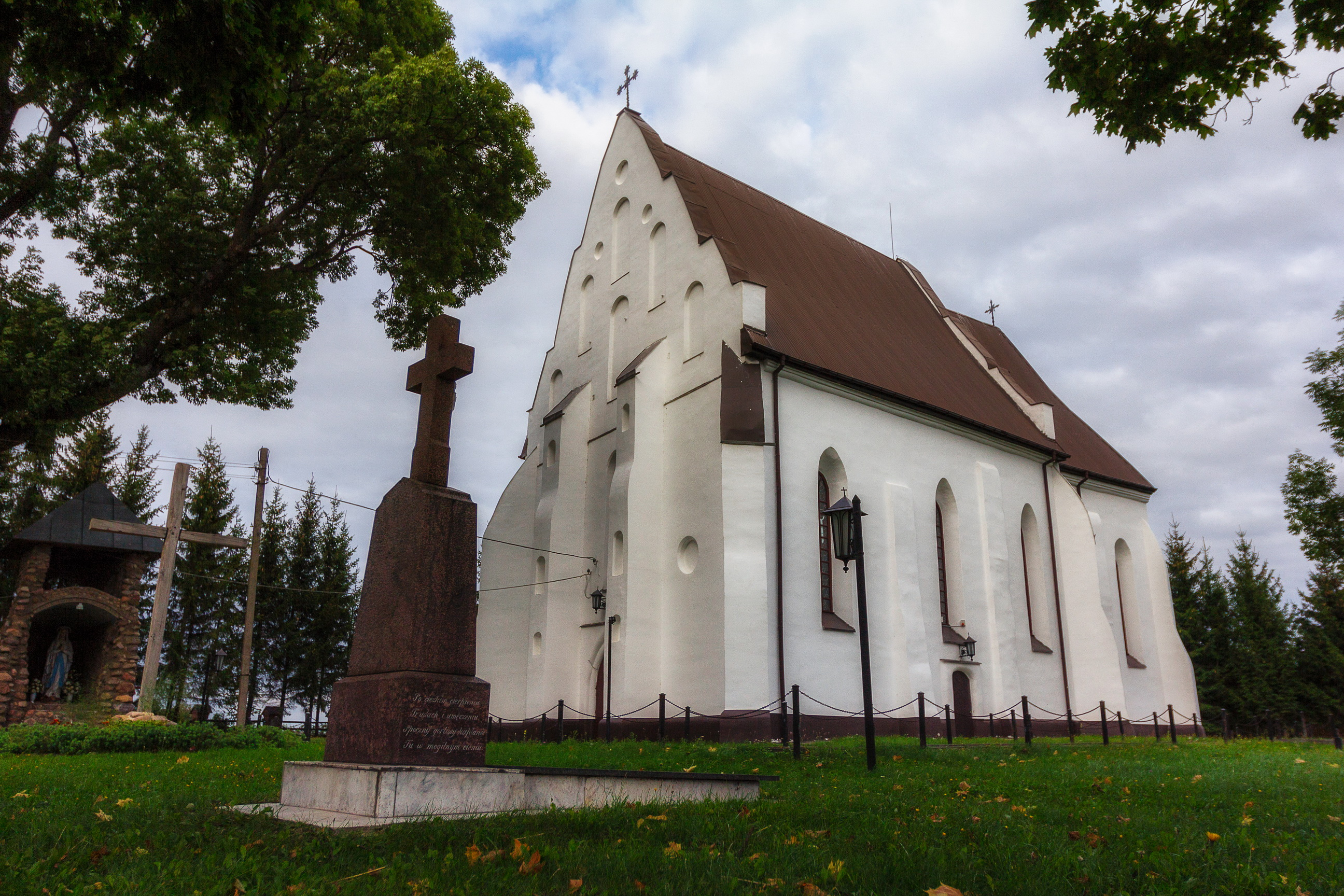
Троицкий костёл